# Cung điện Phiên Ngung
Di tích cung điện Phiên Ngung hay di tích cung vua nhà Triệu (giản thể: 南越国宫署遗址; phồn thể: 南越國宮署遺址; bính âm: Nányuèguó gōngshǔ yízhǐ; Hán-Việt: Nam Việt quốc cung thự di chỉ) nằm trong quần thể tàn tích cung điện, công trình kiến trúc đá ngầm và vườn thượng uyển của hai thời kỳ lịch sử từ nhà Triệu nước Nam Việt (trường hợp này còn gọi là Cố cung Phiên Ngung) cho đến nước Nam Hán thế kỷ 10 tại kinh đô Phiên Ngung (nay là thành phố Quảng Châu, tỉnh Quảng Đông, Trung Quốc). Trong đó, di tích cung điện nhà Triệu có nét đặc sắc vùng Lưỡng Quảng sâu đậm và đã hai lần được bình chọn là một trong mười phát hiện khảo cổ cấp quốc gia năm 1995 và 1997 tại Trung Quốc.

## Lịch sử phát triển
Tầng văn hoá ở đây tương đối dày, suốt từ thời nhà Triệu nước Nam Việt đến thời Trung Hoa Dân Quốc. Ở đây có nền kiến trúc của nhiều thời đại chồng cắt lẫn nhau, có rất nhiều giếng nước, có hệ thống thoát nước, có khu vườn non bộ.

## Kiến trúc
Quần thể di tích cung vua nhà Triệu nước Nam Việt với quy mô hùng vĩ cách đây 2000 năm bao bồm hai bộ phận: một là vườn thượng uyển phát hiện từ năm 1995, một bộ phận khác là khu cung điện nhà Triệu. Di chỉ này chủ yếu ở vị trí Công viên thiếu nhi tại thành phố Quảng Châu, Trung Quốc ngày nay.

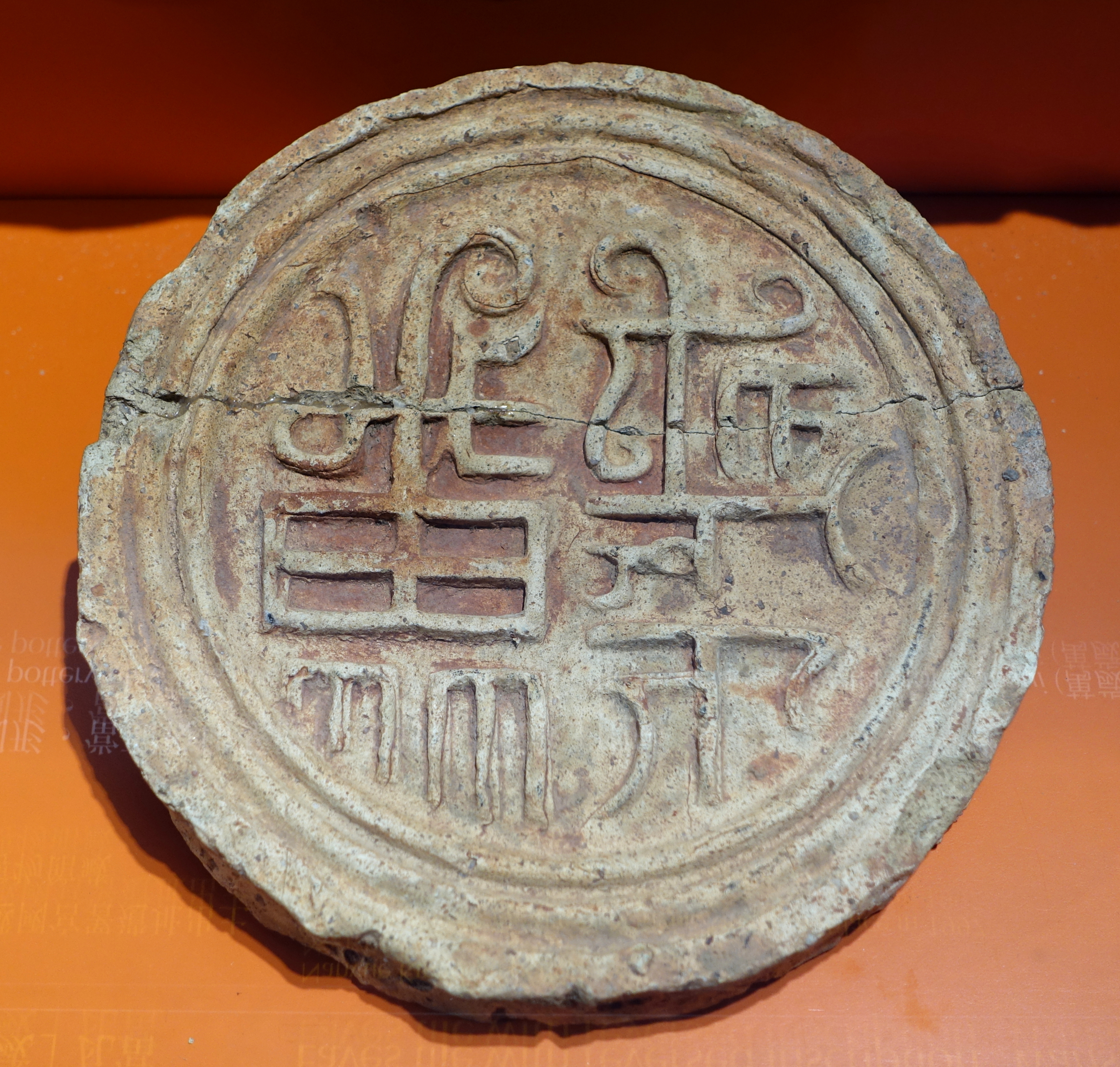
Bề mặt ngói ống với dòng chữ "Vạn Tuế" (萬歲) ngược, được tìm thấy tại di tích cung điện Phiên Ngung thời nhà Triệu nước Nam Việt, hiện trưng bày tại Bảo tàng Lịch sử Hồng Kông.

Cung điện Phiên Ngung được khai quật hiện nay mới chỉ là di tích một phần cung số 1 và một góc cung số 2. Hiện trường khai quật hơn 350m² chỉ chiếm một góc Đông Nam trong Công viên thiếu nhi Quảng Châu. Bộ phận tinh hoa nhất trong cung điện Phiên Ngung vẫn còn ở dưới lòng đất hơn 200.000m².
Xưa nay, giới khảo cổ có một nhận thức chung: kiến trúc cổ đại chịu ảnh hưởng của Trung Hoa lấy kết cấu gỗ là chủ yếu, kiến trúc cổ đại phương Tây lấy kết cấu đá là chủ yếu. Đây là điều phân biệt rõ rệt giữa hai nền kiến trúc cổ đại. Nhưng trong cung vua nhà Triệu và vườn hoa trong cung đó đều phát hiện thấy rất nhiều vật liệu đá như cột đá, xà đá, tường đá, cửa đá, gạch phổ biến kiến trúc đá trong cung vua nhà Triệu có thể dùng từ "thành đá" để miêu tả, thậm chí có kết cấu giống với kết cấu kiến trúc thời La Mã cổ đại ở phương Tây.
Theo ghi chép lịch sử, tương đương với giai đoạn nhà Triệu nước Nam Việt, trên toàn vùng lãnh thổ nay thuộc Trung Quốc có hơn 10 đô thành buôn bán. Trong đó, vùng Lưỡng Quảng chỉ có một đô thành buôn bán quan trọng là Phiên Ngung. Những người đến đây buôn bán phần lớn là những nhà buôn lớn, tầm cỡ. Theo suy đoán của các nhà khảo cổ, ngoài cung của vua Triệu, nhất định còn có một khu buôn bán, cư trú của dân chúng, tường thành và nhiều di chỉ khác nhưng tất cả không có dấu hiệu nào. Hiện trạng cho thấy, cung vua nhà Triệu chỉ là một bộ phận của thành Phiên Ngung.